# Saint-Fraimbault-de-Prières
Saint-Fraimbault-de-Prières är en kommun i departementet Mayenne i regionen Pays de la Loire i nordvästra Frankrike. Kommunen ligger i kantonen Mayenne-Est som tillhör arrondissementet Mayenne. År 2022 hade Saint-Fraimbault-de-Prières 946 invånare.

## Befolkningsutveckling
Antalet invånare i kommunen Saint-Fraimbault-de-Prières
| Referens: INSEE |